# Колючконосець Сибторпа
Колючконосець Сибторпа, колючконос Сібторпа (Echinophora sibthorpiana)  — вид трав'янистих рослин родини селерових (Apiaceae), поширений у південно-східній Європі й Західній і Центральній Азії.

## Біоморфологічна характеристика
Багаторічник 20–30 см заввишки. Стебло від основи гіллясте, смугасте, разом з листками густо коротко-волосисте. Прикореневі листки широко-яйцеподібні, 25–30 см завдовжки, 2–3-перисті. Пелюстки жовті. Листочки обгорточок при плодах жорсткі, горизонтально відігнуті. Квітне у липні — серпні.

## Поширення
Поширений у південно-східній Європі (Греція, Македонія, Болгарія, євр. Туреччина, Румунія, Крим) й Західній і Центральній Азії (Кіпр, Туреччина, Афганістан, Іран, Ірак, Казахстан, Киргизстан, Ліван, Сирія, Таджикистан, Азербайджан, Вірменія можливо Грузія, Туркменістан, Узбекистан).
В Україні вид зростає на березі моря — на ПБК (Судак). У ЧКУ має статус «зниклий у природі».